# Catena Emilius-Tersiva
La Catena Emilius-Tersiva è un gruppo montuoso delle Alpi Graie, in Valle d'Aosta. Prende il nome dal Monte Emilius e dalla Punta Tersiva che sono le due vette principali.

## Delimitazioni
La catena costituisce la parte delle Alpi Graie delimitate a nord e ad est dal solco principale valdostano; ad ovest e a sud dalla Val di Cogne e dalla Valle di Champorcher.
Ruotando in senso orario i limiti geografici sono: Fenêtre de Champorcher, Vallone dell'Urtier, Val di Cogne, fiume Dora Baltea, Valle di Champorcher. A sud si staglia il Massiccio del Gran Paradiso, ad ovest le Alpi del Monte Bianco, a nord oltre la valle di Aosta le Alpi del Grand Combin.

## Classificazione

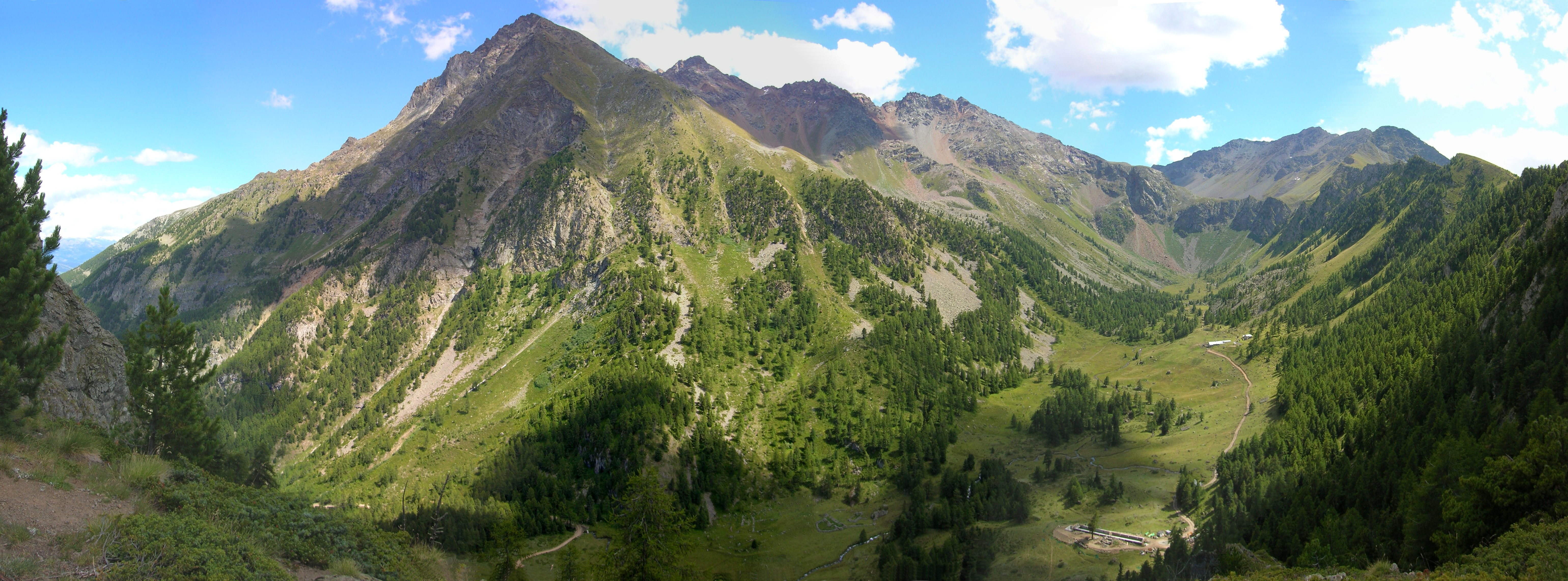
Becca di Nona

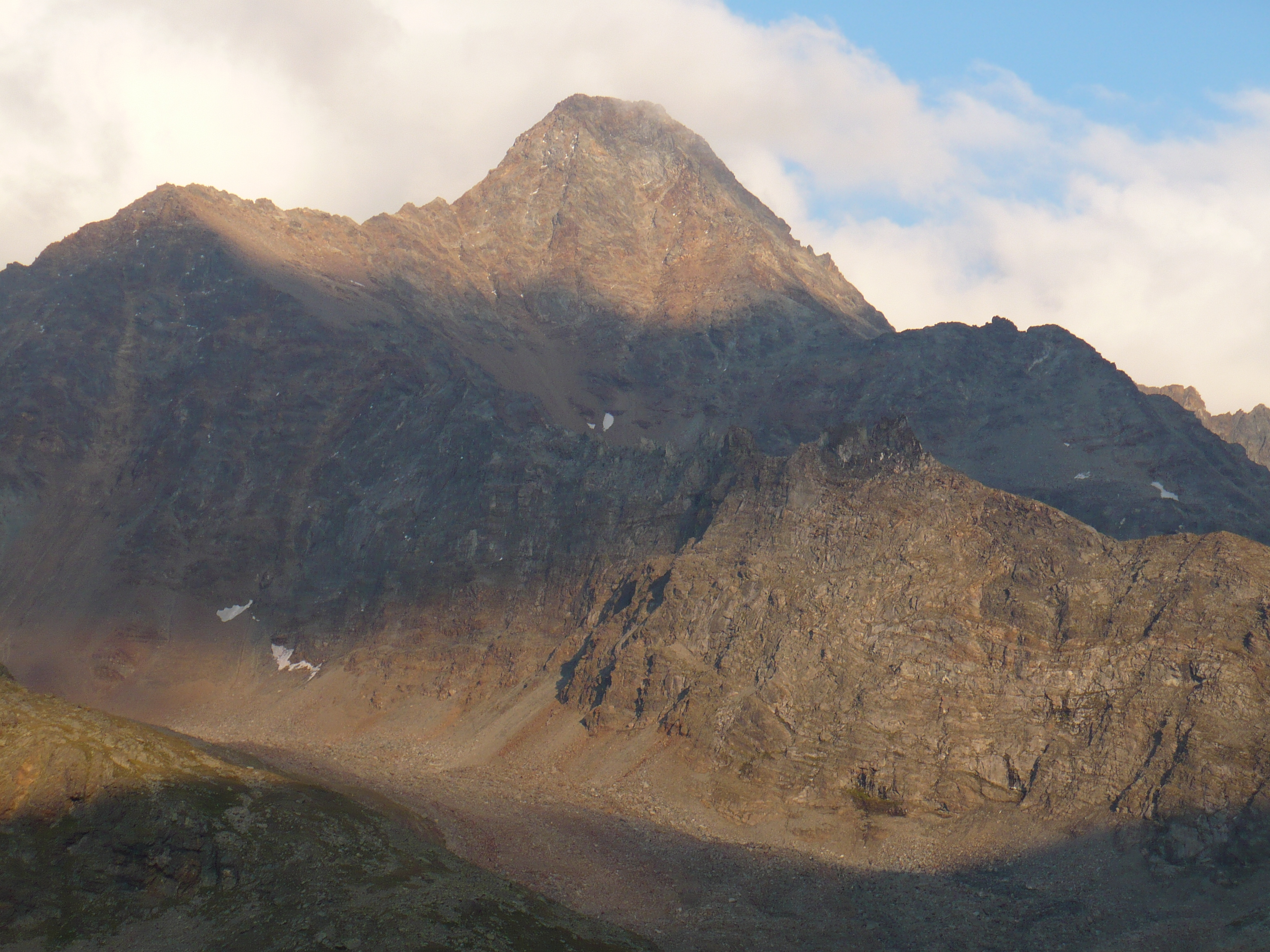
Punta Garin

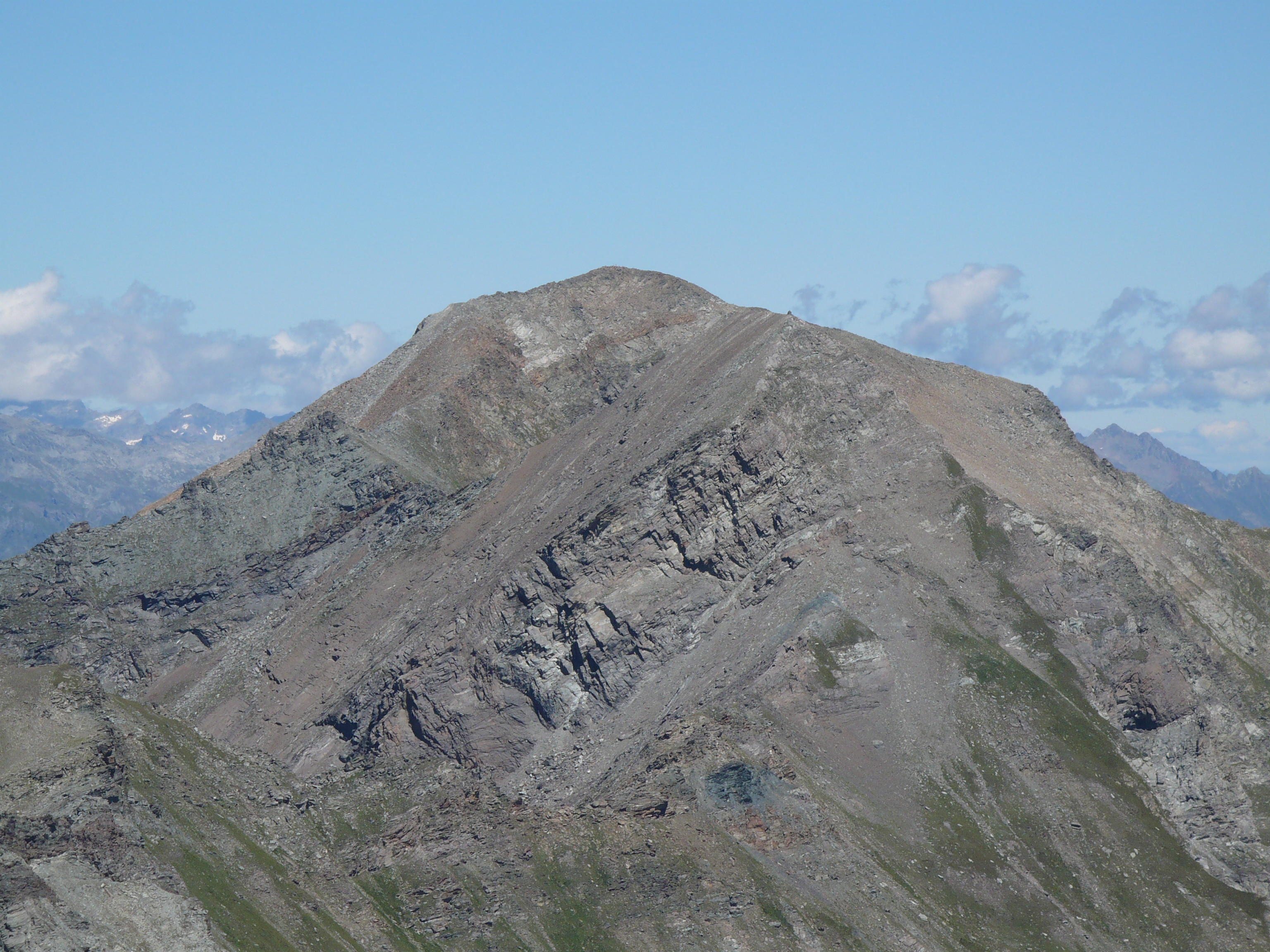
Mont Glacier

La SOIUSA definisce la Catena Emilius-Tersiva come un supergruppo alpino e vi attribuisce la seguente classificazione:
- Grande parte = Alpi Occidentali
- Grande settore = Alpi Nord-occidentali
- Sezione = Alpi Graie
- Sottosezione = Alpi del Gran Paradiso
- Supergruppo = Catena Emilius-Tersiva
- Codice = I/B-7.IV-C

## Suddivisione
La SOIUSA suddivide inoltre la catena in tre gruppi e cinque sottogruppi:
- Gruppo della Tersiva (8)
  - Nodo della Punta Tersiva (8.a)
  - Costiera dell'Avert (8.b)
- Gruppo dell'Emilius (9)
  - Nodo del Monte Emilius (9.a)
  - Costiera Garin-Vallettaz (9.b)
- Gruppo Glacier-Avic (10)
  - Costiera del Monte Glacier (10.a)
  - Costiera del Monte Avic (10.b)

Il Gruppo dell'Emilius raccoglie la parte occidentale della catena tra la Val di Cogne ed il Vallone di Saint Marcel; il Gruppo della Tersiva comprende le montagne centrali della catena Emilius-Tersiva intorno alla Punta Tersiva e tra il Vallone di Saint Marcel e la Val Clavalité; infine il Gruppo Glacier-Avic interessa la parte orientale della catena tra la Val Clavalité, la Valle di Champorcher ed il solco principale valdostano.

## Montagne

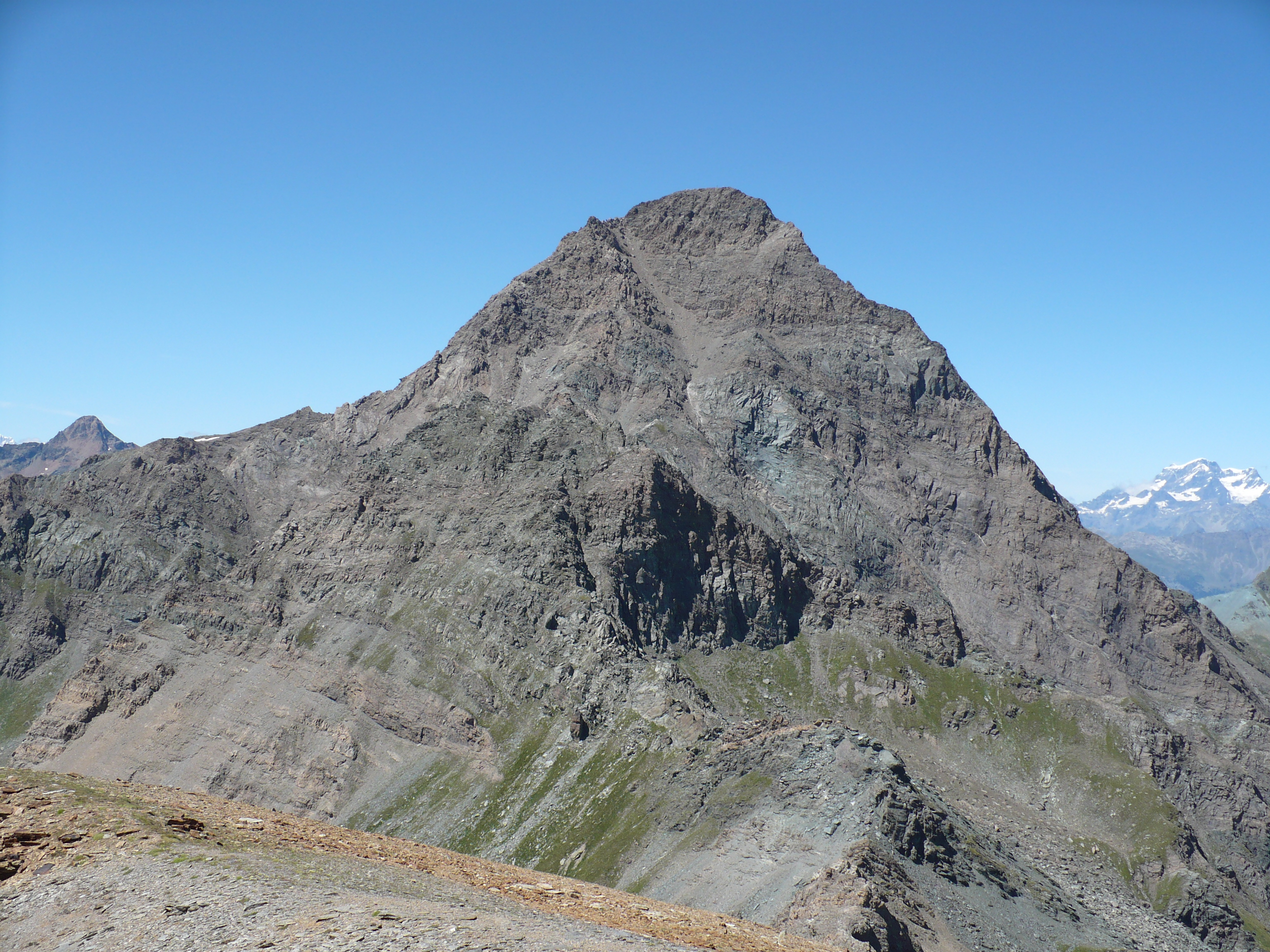
La Punta Tersiva vista da sud.

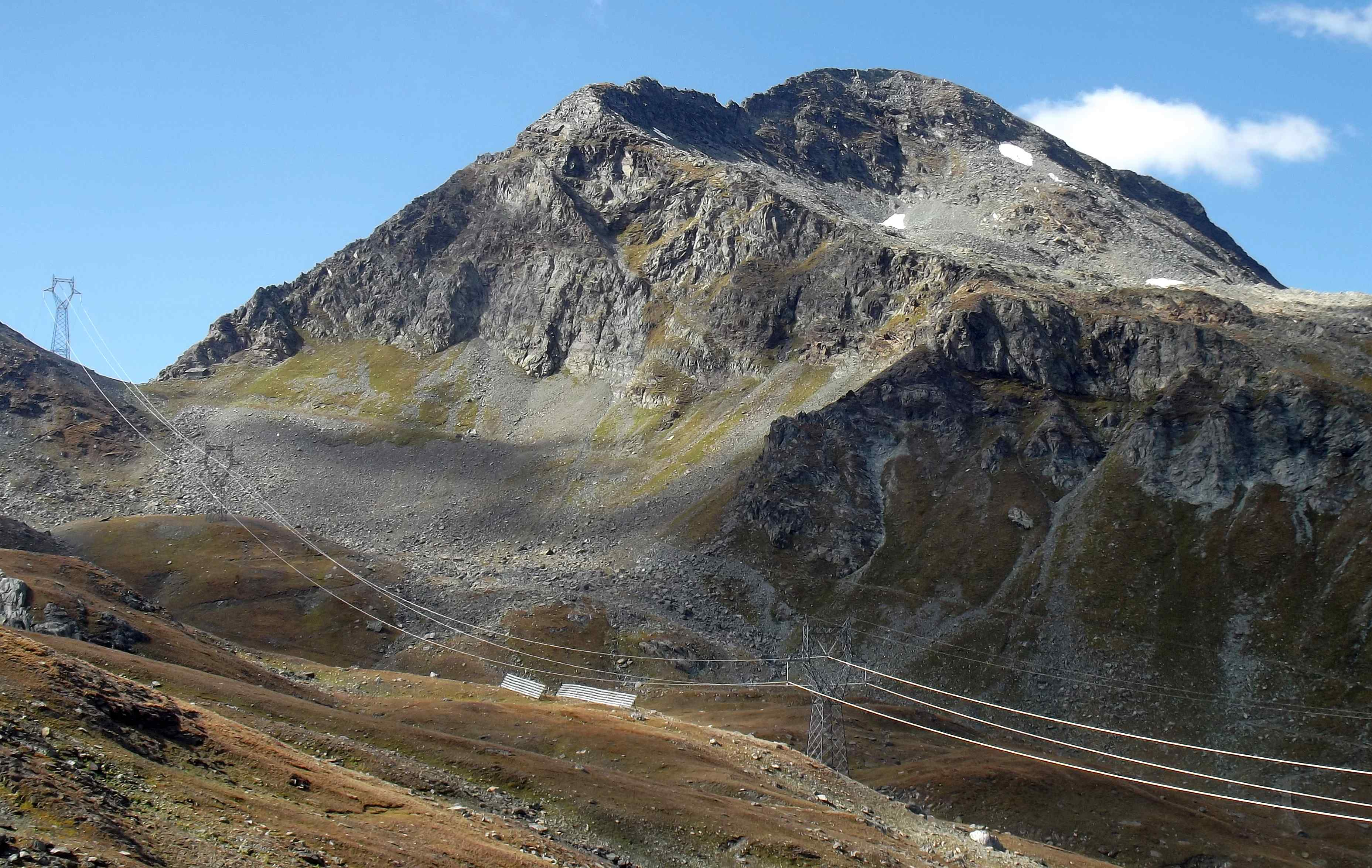
Torre Ponton

Le montagne principali del gruppo sono:
- Monte Emilius - 3.559 m
- Punta Tersiva - 3.513 m
- Punta Garin - 3.448 m
- Punta delle Laures - 3.367 m
- Grande Roise - 3.357 m
- Punta di Leppe - 3.305 m
- Penne Blanche - 3.254 m
- Monte Grauson - 3.240 m
- Pointe Coupée - 3.214 m
- Mont Glacier - 3.185 m
- Punta Gianni Vert - 3.150 m
- Mont Rafray - 3.146 m
- Becca di Nona - 3.142 m
- Mont Delà - 3.139 m
- Torre Ponton - 3.101 m
- Punta Vallettaz - 3.090 m
- Monte Moussaillon - 3.075 m
- Punta di Arpisson - 3.035 m
- Mont Créyaz - 3.015 m
- Mont Avic - 3.006 m
- Grand Avert - 2.991 m
- Mont Rué (anche Mont Ruvì) - 2.923 m
- Pointe de Plan-Rué - 2.881 m
- Gran Rossa - 2.866 m
- Bocon Damon - 2.792 m
- Pointe Charmontane - 2.683 m
- Mont Corquet - 2.530 m
- Mont de Panaz (Cima Piana) - 2.512 m
- Monte Barbeston - 2.482 m

## Rifugi e bivacchi

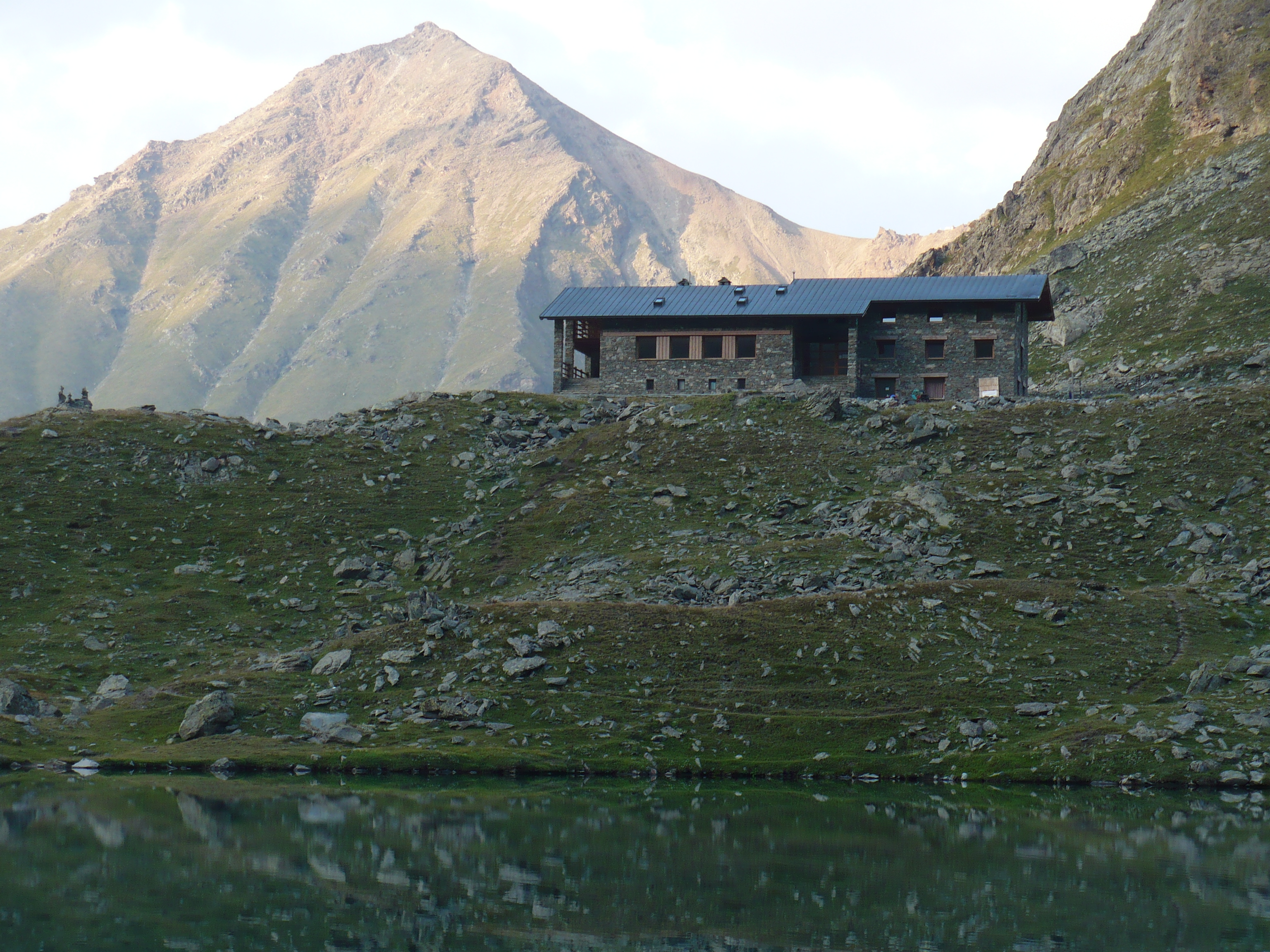
Rifugio Arbolle

Per facilitare l'escursionismo e la salita alle vette la Catena Emilus-Tersiva è dotata di alcuni rifugi e bivacchi:
- Bivacco Federico Zullo - 2.897 m
- Bivacco Franco Nebbia - 2.720 m
- Bivacco Ernesto Ménabréaz - 2.542 m
- Bivacco Grauson Tentori - 2.540 m
- Rifugio Arbolle - 2.507 m
- Bivacco Egidio Borroz - 2.150 m